# Agathomyia leechi
Agathomyia leechi är en tvåvingeart som beskrevs av Kessel 1961. Agathomyia leechi ingår i släktet Agathomyia och familjen svampflugor.
Artens utbredningsområde är Kalifornien. Inga underarter finns listade i Catalogue of Life.